# Melíki
Melíki är en ort i Grekland.   Den ligger i prefekturen Nomós Imathías och regionen Mellersta Makedonien, i den norra delen av landet, 300 km norr om huvudstaden Aten. Melíki ligger 34 meter över havet och antalet invånare är 3 033.
Terrängen runt Melíki är platt norrut, men söderut är den kuperad. Runt Melíki är det ganska glesbefolkat, med 36 invånare per kvadratkilometer. Närmaste större samhälle är Véroia, 16,4 km väster om Melíki. 